# Signora Luna
Signora Luna är ett drama av Carl Jonas Love Almqvist, som ingår i band VII av den så kallade duodesupplagan av Törnrosens bok, vilken kom ut 1835. Pjäsen utspelar sig i Palermo under medeltiden och liksom det tidigare versdramat Ramido Marinesco handlar den om kärlek mellan två syskon.
År 1973 hade Signora Luna urpremiär på Radioteatern, i regi av Anders Carlberg med skådespelarna Helge Skoog, Åke Fridell, Gösta Bredefeldt och Rolf Skoglund.